# Bernhard Joachim von Bülow
Bernhard Joachim von Bülow (né le 8 juillet 1747 à Camin - mort le 30 août 1826 à Schwerin) est un diplomate mecklembourgeois.

## Biographie
Von Bülow fréquente l'Académie de chevalier de Brunswick et entre comme Hofjunker en 1764 au service du duc Frédéric II de Mecklembourg-Schwerin. En 1775, il accompagne en tant que chambellan le prince héritier Frédéric-François de Mecklembourg-Schwerin à son mariage avec Louise de Saxe-Gotha-Altenbourg à Gotha. En 1796, il représente la cour aux négociations liées aux fiançailles de Louise-Charlotte de Mecklembourg-Schwerin à Stockholm. En 1806/1807, il est le négociateur représentant le duché face aux Français et dirige une délégation des états mecklembourgeois à Varsovie où il négocie le retour d'exil de la famille ducale avec Talleyrand. En 1813, il préside provisoirement le gouvernement du Mecklembourg.
En 1792, il achète le domaine de Retgendorf (aujourd'hui quartier de Dobin am See), de Flessenow, de Neu-Schlagstorf (aujourd'hui Neu Schlagsdorf) et de Ventschow.
Tout d'abord marié à Elisabeth von der Lühe (de) (1753-1796) qui meurt laissant huit enfants en bas âge, il se remarie en 1798 avec Charlotte Louise Caroline von Oertzen (1764-1833) avec qui il a quatre autres enfants. Heinrich von Bülow et Adolf von Bülow sont deux de ses six fils. Sa fille Louise épouse le grand-écuyer Vollrath von Bülow (de). Il est le grand-père d'Helene von Bülow (de), de Bernhard Ernst von Bülow et l'arrière-grand-père de Bernhard von Bülow.
La tombe de Bernhard Joachim von Bülow et de sa deuxième femme se trouve dans l'église de Retgendorf (de).

## Décorations
- Grand-croix de l'Ordre de Dannebrog